# 阿武町

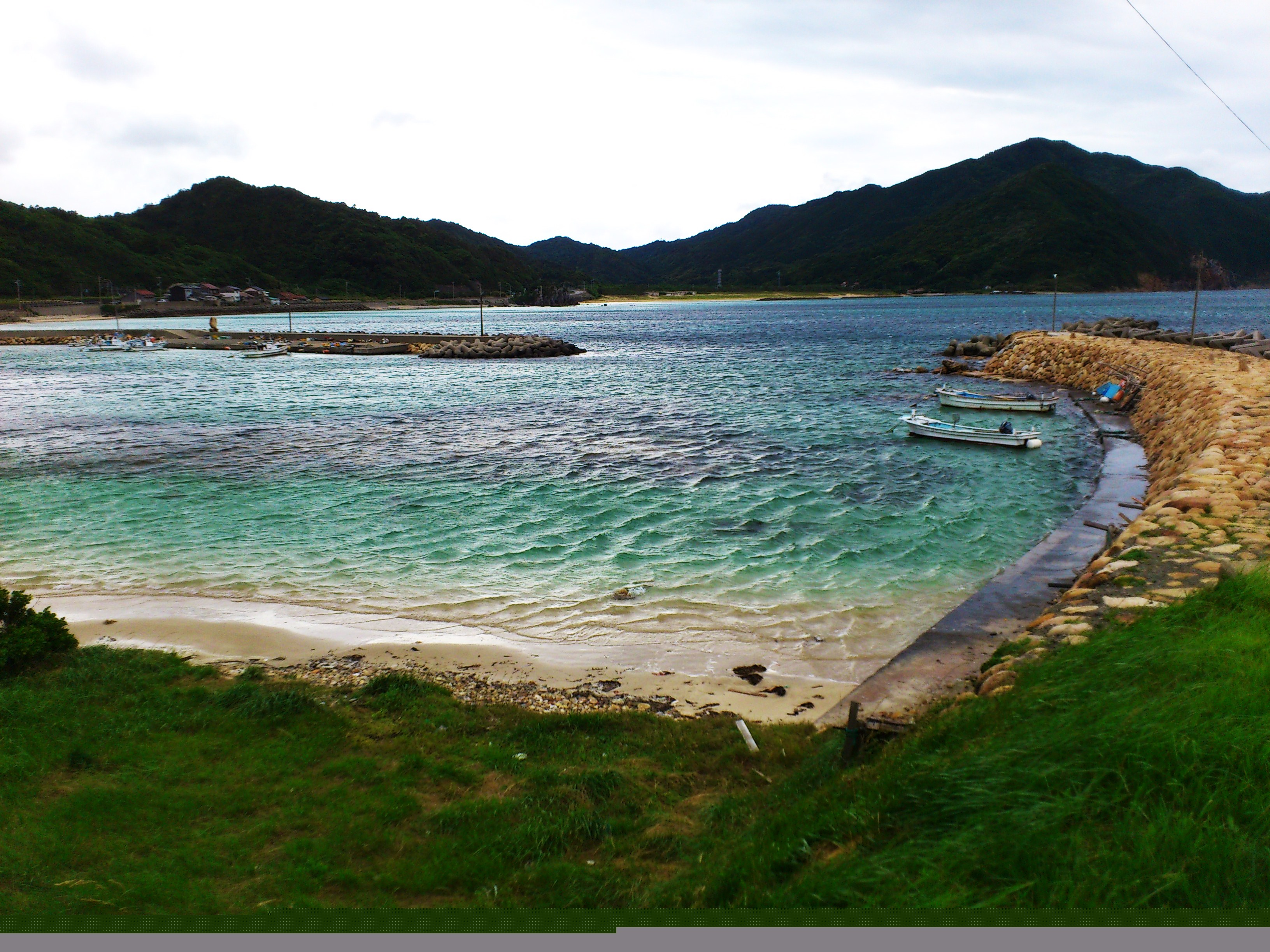
阿武町木与の入江

阿武町（あぶちょう）は、山口県の北部に位置する町。阿武郡に属す。

## 概要
北長門海岸国定公園に面しており、海岸線に沿って山陰本線、国道191号が通っている。無角和牛とキウイフルーツが町の名産である。
「日本で最も美しい村」連合に加盟している。

## 地理
海に面した奈古地区、宇田郷地区と山間にある福賀地区からなる。奈古地区と宇田郷地区は日本海に面し気温も比較的温暖だが、福賀地区は山間に広がる盆地にあり冬季は積雪が多い。
福賀地区は積雪や雨量が多い場合は路線が封鎖されることもあり、過去に孤立したこともある。

### 隣接している自治体
かつては須佐町、むつみ村、福栄村とも接していたが、萩広域の合併のため萩市に囲まれるような地形になっている。
- 萩市

### 大字一覧
全域で、合併前からの大字を継続して使用している。
- 福田下（旧福賀村）
- 福田上（旧福賀村）
- 宇生賀（旧福賀村）
- 宇田（旧宇田郷村）
- 惣郷（旧宇田郷村）
- 木与（旧奈古町）
- 奈古（旧奈古町）

### 郵便番号
郵便番号は以下の通りとなっている。
- 奈古郵便局：759-36xx、759-35xx
- 福賀郵便局：758-06xx

## 歴史
- 1955年（昭和30年）1月1日 - 奈古町・福賀村・宇田郷村が合併して発足。
- 1992年（平成4年）7月 - 道の駅阿武町開設。
- 2004年（平成16年）3月 - 近隣自治体と共に萩広域市町村圏組合を構成して広域合併を目指していたが、基金の分配方法などをめぐり他の市町村と対立。議会も合併反対派が多かったため合併協議会から離脱。単独町政を行うことを表明した。
- 2005年（平成17年）3月6日 - 周囲の町村は萩市と合併で新設の「萩市」となって、萩広域市町村圏組合が解散となったため消防などを萩市に直接委託開始。
- 2018年（平成30年）6月 - イージス・アショア設置に町長と議会が山口県内で唯一反対の姿勢を明確に表明[1]。

## 人口
| |                                        |  |
| 阿武町と全国の年齢別人口分布（2005年） | 阿武町の年齢・男女別人口分布（2005年） |  |
| ■紫色 ― 阿武町 ■緑色 ― 日本全国 | ■青色 ― 男性 ■赤色 ― 女性              |  |
| 阿武町（に相当する地域）の人口の推移 \| 1970年（昭和45年） \| 7,409人 \| \| \| 1975年（昭和50年） \| 6,752人 \| \| \| 1980年（昭和55年） \| 6,272人 \| \| \| 1985年（昭和60年） \| 5,994人 \| \| \| 1990年（平成2年） \| 5,457人 \| \| \| 1995年（平成7年） \| 4,910人 \| \| \| 2000年（平成12年） \| 4,555人 \| \| \| 2005年（平成17年） \| 4,101人 \| \| \| 2010年（平成22年） \| 3,743人 \| \| \| 2015年（平成27年） \| 3,463人 \| \| \| 2020年（令和2年） \| 3,055人 \| \| |                                        |  |
| 総務省統計局 国勢調査より |                                        |  |
| 1970年（昭和45年） | 7,409人                                |  |
| 1975年（昭和50年） | 6,752人                                |  |
| 1980年（昭和55年） | 6,272人                                |  |
| 1985年（昭和60年） | 5,994人                                |  |
| 1990年（平成2年） | 5,457人                                |  |
| 1995年（平成7年） | 4,910人                                |  |
| 2000年（平成12年） | 4,555人                                |  |
| 2005年（平成17年） | 4,101人                                |  |
| 2010年（平成22年） | 3,743人                                |  |
| 2015年（平成27年） | 3,463人                                |  |
| 2020年（令和2年） | 3,055人                                |  |

今後も人口は減少するとして、全国で896市区町村が指定されている「消滅可能性都市」の1つとされる。

## 行政
- 町長：花田憲彦（2017年（平成29年）5月1日就任、2期目）

奈古にある町役場の他に、宇田郷地区、福賀地区にそれぞれ支所を設置している。
- 支所
  - 宇田郷支所
  - 福賀支所

消防については萩市に委託しており、萩市消防本部の管轄となっている。
警察については萩警察署が管轄しており、町内に3か所の駐在所（奈古・宇田郷・福賀）が置かれている。

### 臨時特別給付金の誤振込
2022年4月8日、阿武町は新型コロナウイルスの流行下における臨時特別給付金として、住民税非課税世帯の463世帯に各10万円ずつ給付した。このとき、本来の給付金とは別に、463世帯分に相当する給付金4630万円を誤って1世帯の口座に送金した。副町長によると、この誤振込は間違った振込依頼書を山口銀行阿武支店に提出してしまったために発生したという。
なお、自治体による給付金の誤送金は東京都世田谷区や江戸川区、大阪府寝屋川市、埼玉県鶴ヶ島市、長野県飯田市などでも発生している。

#### 男Aの返還拒否
誤振込した口座の持ち主は、阿武町の空き家バンク制度を利用して1年半ほど前に移住してきた24歳の男Aであった。誤振込した当日の9時50分、山口銀行から誤振込ではないかと町に問い合わせがあった。町は即座に組戻しを依頼したが、振込先が山口銀行ではなかったため、銀行窓口で口座名義人による手続きが必要となった。そのため、職員が世帯主の男Aに連絡を取り、職員とともに宇部市の銀行まで車で向かった。しかし、男Aは銀行についた直後に態度を急変させ、返金の手続きを拒否した。
4月15日、職員は山口県内に住む男Aの母親を連れて男Aの勤務先を訪れ返還の説得を試みた。しかし、男Aは役場の非を主張し、弁護士と話さないと対応できないと述べた。同日、町は記者会見を開き、入金のミスを公表した。同月21日夕方、職員が自宅を訪問すると男Aは「お金はすでに動かした。もう戻せない」と告げた。同月22日、阿武町は受け取った世帯主が返還を拒否しているため回収できていないことを発表した。同月27日、花田憲彦町長は町議会全員協議会で全額回収に向け、最善を尽くす方針を改めて示した。末若憲二議長は「現時点で議会としても打つ手が見つからない」と述べた。

#### 男Aの逮捕
5月12日朝、阿武町議会は臨時議会を開催した。全額の返還に加え、弁護士費用などを含めた5116万円の支払いを求める訴えを起こす議案を全会一致で可決した。これを受けて阿武町は、「不当利得の返還」を求める内容で山口地裁萩支部に提訴した。花田は「当初は申し訳なかったけれども、もう完全に私は犯罪者だというふうに思います。これは大切な町民の公金であるので、ぜひ今からでもよろしいので返してもらいたいということを呼びかけたい」と述べている。同日、阿武町は今後の対応についての記事を公表した。その中で訴状を公開し、返還を拒否している男Aの住所と実名が判明した。
5月19日午後8時43分、男Aは山口県警により逮捕された。逮捕容疑は阿武町が誤って4630万円を振り込んだことを知りながら、口座からオンラインカジノの決済代行業者に振り込み不法に利益を得た電子計算機使用詐欺罪の疑いである。後の調べにより、4630万円は全額、町が誤振込した4月8日から18日にかけて34回にわたって出金されていたことが判明した。男Aは警察の調べに対し、「金はオンラインカジノで使った」などと供述している。
山口地裁は7月27日に保釈を認め、8月1日正午ごろ、男Aは山口南警察署より保釈された。町への返済金や保釈保証金250万円といった資金提供をYouTuberのヒカルが申し出ていたことが代理人弁護士を通じて明かされ、また男Aはヒカルの関係する企業に雇用され、山口県内でリモートで働けるよう手続きが進められていることも明かされた。ヒカルは保釈の際に男Aが乗った車にも同乗。同日中に男Aとのツーショット写真をTwitterに投稿し、保釈直後の男Aにインタビューした動画を自身のYouTubeチャンネルに同日19時半より公開すると告知した。

#### 誤給付金の全額回収
5月24日、花田は記者会見し、誤振込した4630万円のうち、約4299万円を法的に確保したと明らかにした。阿武町は、4630万円が振り込まれた3つの決済代行業者の口座について、国税徴収法などに基づき差し押さえた。その結果、5月20日、各業者から合わせて4290万円余りが町の口座に振り込まれた。
5月30日、阿武町は花田や役場職員など合わせて7人の処分方針を発表し、花田の月給50％、副町長の月給40％、出納室長の月給10％をそれぞれ3か月カットするとした。花田は「当初から『厳正な処分』を行うことは当然と申し上げてきたが、ここにきて一定程度のお金の回収のめどが立ち、方針を決定した」と述べた。減給の条例案は翌6月の町議会に提出される予定である。
6月20日、残額の約340万円についても同様の方法で確保し、誤給付した全額を回収したと発表された。

#### 民事裁判
9月15日、山口地方裁判所は和解案を提示した。和解案には、解決金として町が男A側から約340万円を受け取ることや、民事訴訟での誤給付問題は全て解決したという文言などが盛り込まれた。
9月22日、阿武町と男Aの双方が和解案に同意し、民事裁判での和解が成立した。

#### 刑事裁判
刑事裁判では電子計算機使用詐欺罪に問われている。初公判は2022年10月5日に山口地方裁判所で開かれた。公判で弁護側は「被告はうその情報は入力していない」として無罪を主張した。
2023年2月28日、山口地方裁判所は懲役3年執行猶予5年の有罪判決を言い渡した。裁判官は、誤振込であると認識した上でそれを銀行に告知していないため、本来なら許されないはずの振込依頼を行ったことは虚偽の情報の入力にあたるとして、正当な権利行使ではないと判断した。弁護側は即日控訴した。
2024年6月11日、広島高等裁判所は1審判決を支持し、弁護側の控訴を棄却した。弁護側は同月21日に上告した。

## 議会

### 町議会
- 定数：8人
- 任期：2021年11月20日 - 2025年11月19日
- 議長：末若憲二
- 副議長：中野祥太郎

### 衆議院
- 選挙区：山口3区（宇部市、山口市（旧阿東町域）、萩市、美祢市、山陽小野田市、阿武郡）
- 任期：2021年10月31日 - 2025年10月30日
- 当日有権者数：256,039人
- 投票率：50.14％

| 当落 | 候補者名 | 年齢 | 所属党派   | 新旧別 | 得票数   | 重複 |
| ---- | -------- | ---- | ---------- | ------ | -------- | ---- |
| 当   | 林芳正   | 60   | 自由民主党 | 新     | 96,983票 | ○    |
|      | 坂本史子 | 66   | 立憲民主党 | 新     | 29,073票 | ○    |

## 経済

### 産業
- 農業と漁業を基本とし、日本海側に面した奈古地区や宇田郷地区にはそれぞれ漁港が整備されている。山間部の福賀地区では、農業と林業が行われている。

## 教育

### 高等学校
- 山口県立萩高等学校奈古分校

### 中学校
- 阿武町立阿武中学校
- 阿武町立福賀中学校

### 小学校
- 阿武町立阿武小学校
- 阿武町立福賀小学校

## 交通
- 町内を国道191号線（北浦街道）が通り、それに沿うようにJR山陰本線が走っている。

### 鉄道路線
- 西日本旅客鉄道（JR西日本）
  - 山陰本線：宇田郷駅 - 木与駅 - 奈古駅

### 路線バス
- 防長交通 - 萩市中心部と町の南西部（中心部）を結ぶ。
  - 萩商工高校 - 萩BC - 東萩駅 - 越ヶ浜 - 大井 - 道の駅阿武町 - 奈古駅前
- 阿武町営バス - コミュニティバス（防長交通に委託運行）。町内に2路線ありいずれも上記の防長交通バスと接続している。
  - 道の駅阿武町 - 奈古駅前 - 木与駅前 - 宇田農協前 - 宇田郷駅前 - 惣郷上
  - 道の駅阿武町 - 奈古駅前 - 福賀小前 - 宇生賀
- 阿武町コミュニティワゴン - 町営（白ナンバーの自家用有償旅客運送）。奈古地区を運行する「なごやか号」と宇田郷地区を運行する「ふれあい号」がありいずれも週2日ずつ運行。福賀地区では廃止され代替として地区内でタクシーのような形態で利用可能な予約制の「福賀コミュニティ交通ふくすけ便」が導入された。

### 道路

#### 一般国道
町内には以下の2つの国道が通っている。国道191号は山陰本線と並行して町内を横断し、国道315号は町東部の福田地区を通っている。
- 国道191号
- 国道315号

#### 都道府県道

##### 主要地方道
- 山口県道10号山口福栄須佐線
- 山口県道14号益田阿武線

##### 一般県道
- 山口県道302号福田下宇田線
- 山口県道303号福田下惣郷線
- 山口県道316号高佐下阿武線
- 山口県道343号宇田須佐線

### 遠隔地との連絡
- 空港 - 萩・石見空港が最寄りで、空港と宇田郷・木与・奈古駅を結ぶ定額制の乗合タクシーが運行されている（要予約）。また、山口宇部空港は同一県内にあるが、同空港と町内を直接結ぶ公共交通機関はない。
- 鉄道 - 町内の山陰本線では長距離列車は運行されていない。最寄り特急停車駅は益田駅。
- 高速道路 - 町内には全くなく、近隣市町村にも全国的な高速道路網に直接つながっているものはない。高速自動車国道の最寄りインターチェンジは中国自動車道鹿野ICもしくは山口IC。

## 名所・旧跡・観光スポット・祭事・催事

### 名所・旧跡・観光スポット

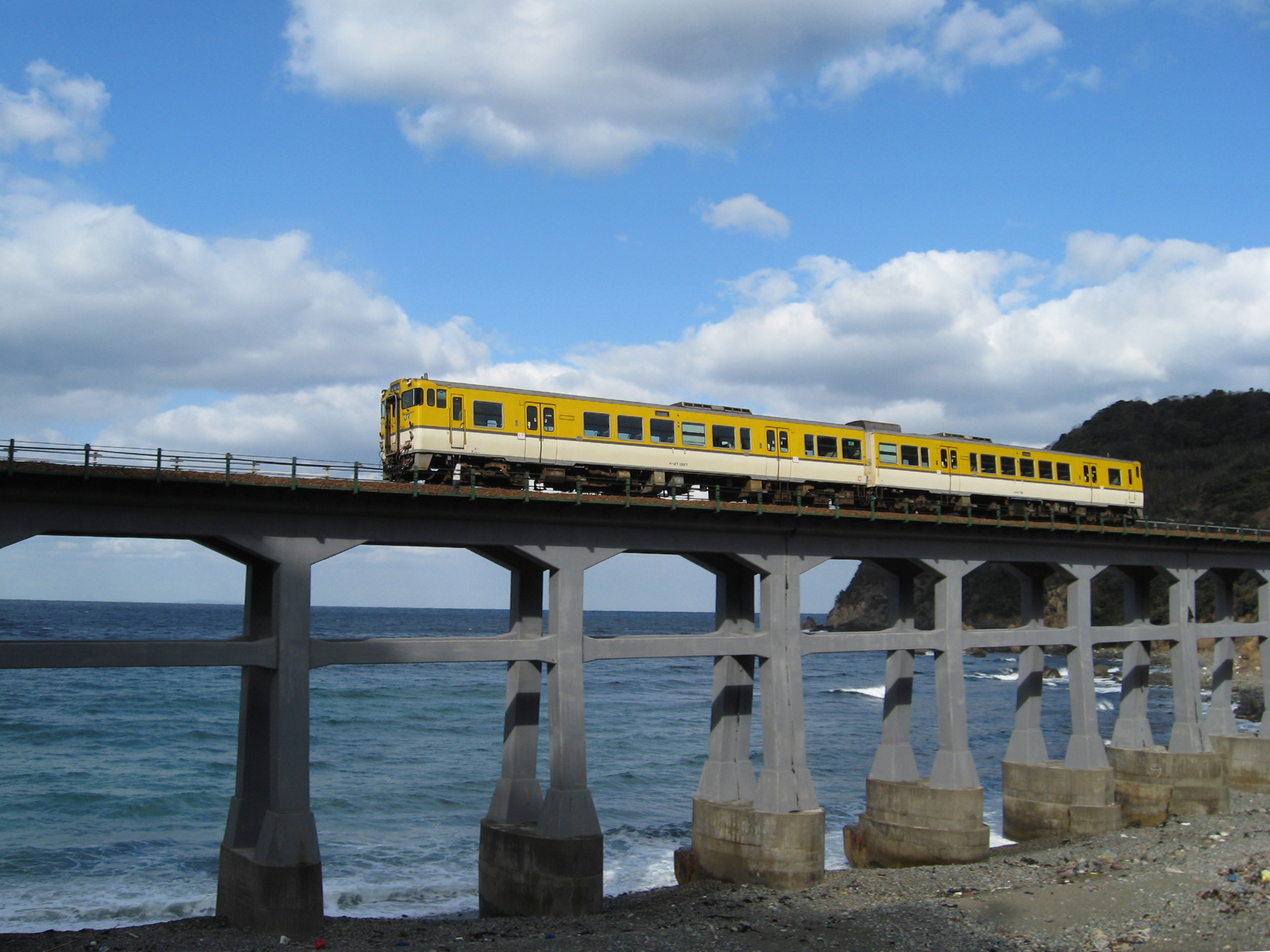
惣郷川橋梁

- 白須たたら製鉄遺跡（国の史跡）
- 惣郷川橋梁
- 道の駅阿武町
- 佐々木小次郎の墓
- 鶴ヶ嶺八幡宮
- 宇田八幡宮
- 太用寺聖観音菩薩

### 祭事・催事
阿武町では催事は各地区単位で行われることが多く、町をあげての催し事は少ない。
- 福賀大農業まつり（福賀地区）
- 日本海なご夏まつりイカダ大会（奈古地区）

## 出身・ゆかりのある人物
- 小野宏樹（広島テレビアナウンサー）
- 兼原信克（外交官、内閣官房副長官補・国家安全保障局次長）
- 西村礼作（政治家、衆議院議員）[32] - 奈古出身[33]。
- 岡十郎（実業家、東洋捕鯨社長） - 奈古出身。西村礼作の弟[32]。捕鯨王と呼ばれた[34]。
- 松井信助（下関市長） - 本籍が奈古で[35]、「ピンク映画の女王」と呼ばれる女優松井康子の祖父にあたる。
- 尼子義久（出雲国の戦国大名） - 毛利氏に降伏後、客分となり出家、奈古で死去。